# IC 28
IC 28 – galaktyka eliptyczna, znajdująca się w gwiazdozbiorze Wieloryba. Jest klasyfikowana jako galaktyka eliptyczna E3. Odkrył ją Stephane Javelle.

## Data odkrycia i odległość
IC 28, została odkryta 4 listopada 1891 roku. Galaktyka jest od nas oddalona o 295 milionów lat świetlnych.